# ATP Challenger Indian River
Das ATP Challenger Indian River (offiziell: Indian River Challenger) war ein Tennisturnier, das einmalig 1979 im Indian River County, Florida, stattfand. Es gehörte zur ATP Challenger Tour und wurde im Freien auf Sand gespielt.

## Liste der Sieger

### Einzel
| Jahr | Sieger       | Finalgegner | Ergebnis |
| ---- | ------------ | ----------- | -------- |
| 1979 | Billy Martin | Rick Fagel  | 6:2, 6:0 |

### Doppel
| Jahr | Sieger                    | Finalgegner              | Ergebnis |
| ---- | ------------------------- | ------------------------ | -------- |
| 1979 | Kevin Curren Steve Denton | Pat Cramer Cliff Letcher | 6:4, 7:5 |